# Rodenberg

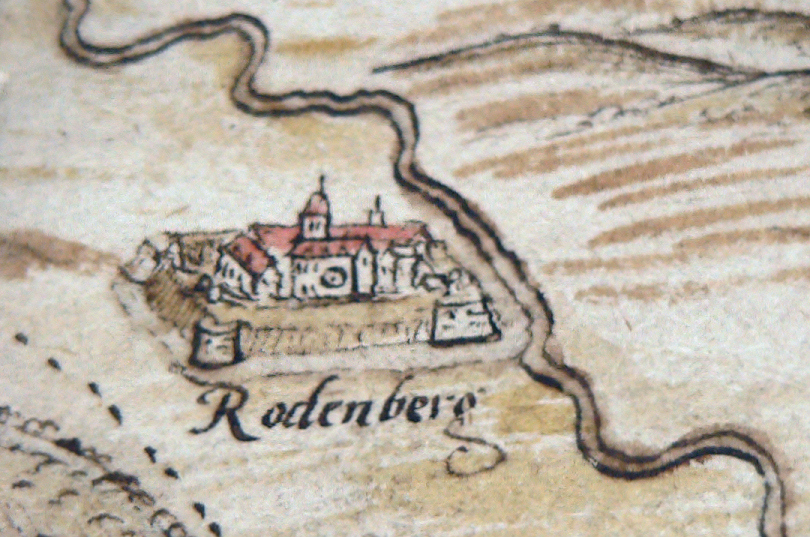
Darstellung von Schloss Rodenberg um 1520 während der Hildesheimer Stiftsfehde, Zeichnung von Johannes Krabbe von 1591

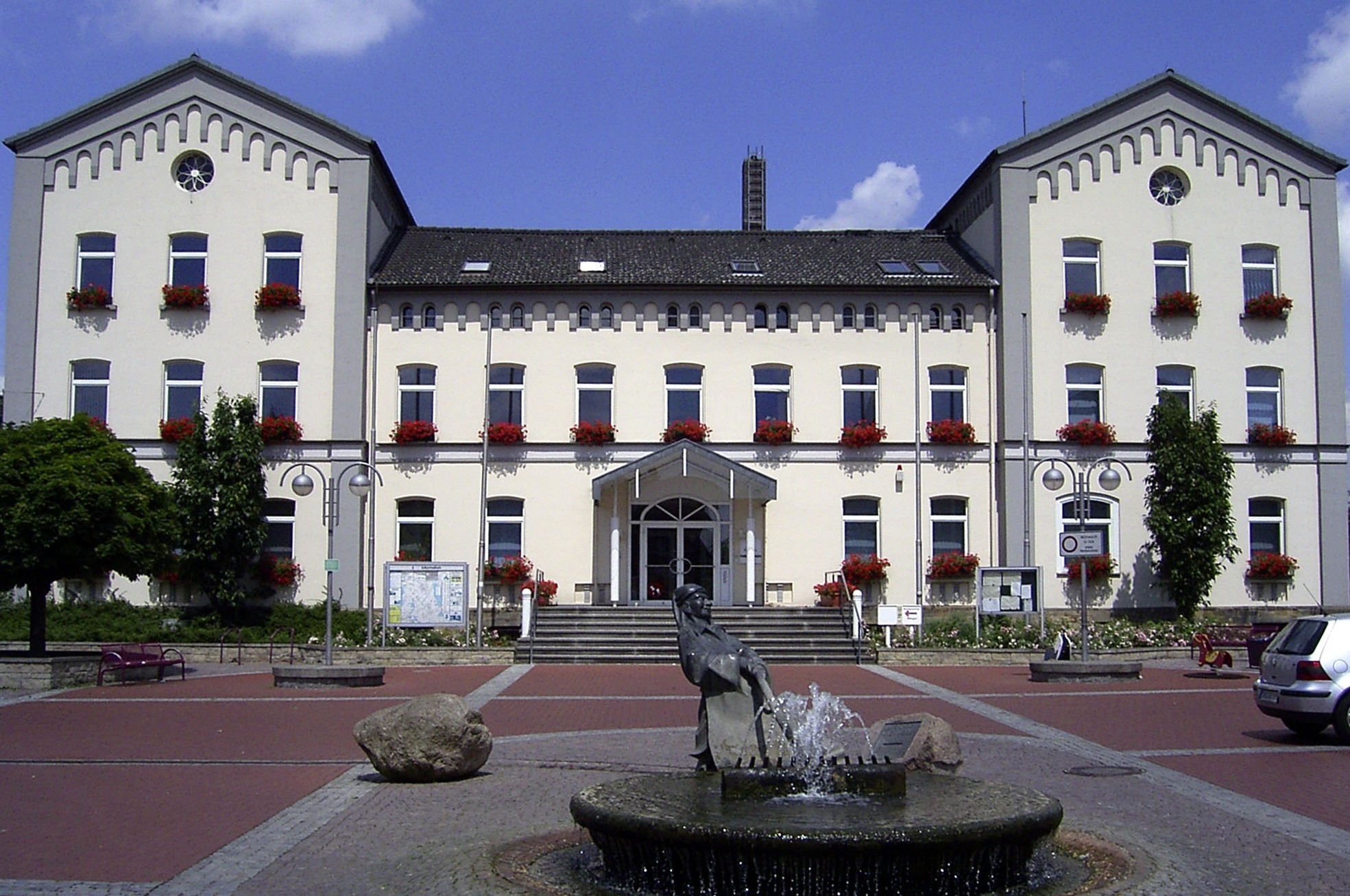
Das Rodenberger Rathaus, ehemaliges Amtsgericht

Rodenberg ist eine Stadt im Osten des Landkreises Schaumburg in Niedersachsen und gehört zur Samtgemeinde Rodenberg, deren Verwaltungssitz sie ist.

## Geographie

### Geographische Lage
Die Stadt liegt im nördlichen Teil des Deister-Süntel-Tals zwischen Deister, Süntel und Bückeberg. Die B 442 im Osten und die B 65 im Norden begrenzen das Stadtgebiet. Die Rodenberger Aue und die Steinaue durchfließen das Stadtgebiet. Im Westen des Stadtgebietes erhebt sich der Namen stiftende „Alte Rodenberg“.

### Stadtgliederung
Die Stadt gliedert sich in die Ortsteile Rodenberg und Algesdorf. Bereits 1834 wurde das Kirchdorf Grove eingemeindet, das heute im Ortsteil Rodenberg aufgegangen ist.

## Geschichte
Die Rodenberger Gegend war bereits in vorgeschichtlicher Zeit besiedelt, wovon einige Hügelgräber in der Umgebung zeugen. Das Gebiet war unter anderem von den Kelten und Sachsen besiedelt. Der Name Rodenberg bezieht sich auf einen Hügel im Westen der Stadt, der Name ist jedoch kein Hinweis auf die Rodung, sondern auf die Farbe des Berges – „roter Berg“.

### Mittelalter
Die erste urkundliche Erwähnung (als „Castrum Rodenbergum“) stammt aus dem Jahr 930, in dem die Vorgänger der Schaumburger Grafen hier eine Burg oder einen Wehrturm errichteten. Sie befand sich angeblich auf dem sogenannten „alten Rodenberg“ im Westen des Ortes, wobei genaueres nicht bekannt ist.
Die Rodenberg zugeordnete Heisterburg im Deister stammt aus dem 10./11. Jahrhundert.
Das in wenigen Resten vorhandene Schloss Rodenberg wurde als Wasserburg wahrscheinlich von Graf Adolf IV. von Schaumburg zwischen 1228 und 1240 angelegt.
Die heutige Schreibweise „Rodenberg“ wurde 1632 erstmals verwendet. Vorher hatte sich der Ortsname im Laufe der Zeit mehrmals geändert:
- 1317 „in castro Rodenberghe“ (WUB IX, 1643, vgl. 1644)
- 1320 „in Rodenberghe“ (UB Kloster Rinteln, 91)
- 1376–1379 „to dem Redenberghen“ (Wippermann, 403)
- 1441 „nostri castri Rodenberge“ (Wippermann, 432)
- 1471 „dat Slot Rodenbergh“ (Wippermann, 452c)
- 1518 „Rotenberg“ (Wippermann, 488)
- 1561 „dath fleck Rodenberghe“ (StABü L 1 Nr. 9717)
- 1586 „Rodenbergk“ (UB Obernkirchen, 563)

1250 erhielt Rodenberg die Anerkennung als „Freier Wickbold“ (befestigte und bevorrechtigte Siedlung).

### Neuzeit
Am 4. April 1615 verlieh Graf Ernst zu Holstein und Schaumburg Rodenberg die Stadtrechte. 1647 fiel Rodenberg – da das Geschlecht der Schaumburger Grafen mit dem Tod von Graf Otto V. am 15. November 1640 ausgestorben war – an die Landgrafschaft Hessen-Kassel. Dies wurde 1648 im Westfälischen Frieden bestätigt. In Hessen-Kassel bestand das Amt Rodenberg.
Die 1718 entdeckte Heilquelle war weithin bekannt. Saline und Gesundbrunnen in Rodenberg wurden großzügig gefördert, ehe der Landgraf Wilhelm IX. von Hessen-Kassel 1787 in Nenndorf bei den Schwefelquellen ein Badehaus errichtete.

Am Abend des 5. November 1859 brach im großen Brauhaus zu Rodenberg ein Brand aus, der sich zum Rodenberger Stadtbrand ausweitete. In der Nacht brannten ab: das große Brauhaus, das Rathaus, das jüdische Gemeindehaus, das große Amts- und Renthaus, das Amtstor, das Gefängnis, die übrigen Gebäude des Amtshofes, der ganze Domänenhof mit seinen zahlreichen Wohn- und Wirtschaftsgebäuden, Scheunen, Speichern und Stallungen, das Schloss mit sämtlichen Gebäuden und Türmen (bis auf die Umfassungsmauern) und 20 Bürgerhäuser in der Stadt. Ein Teil der Schlossanlage blieb (wenn auch ausgebrannt) erhalten. In den Folgejahren wurden die noch erhaltenen Mauern der Schlossanlage als „Steinbruch“ für den Ratskeller, das Amtsgericht, die Verlegung der Domäne, für Arbeiten an der Saline und für Arbeiten in Bad Nenndorf genutzt. Als die Abbrucharbeiten gestoppt wurden, war nur noch das Ständehaus vorhanden.
Mit dem Anfall Hessens an Preußen wurde 1866 auch der Kreis Rinteln (so benannt 1866–1904) preußisch. Er wurde der Provinz Hessen-Nassau unterstellt, bis er im Zuge der Verwaltungsreform von 1932 der (ebenfalls seit 1866 preußischen) Provinz Hannover einverleibt wurde. Die kirchliche Verwaltung folgte dem nach, sodass dieser Teil Schaumburgs – und somit auch Rodenberg – zur Evangelisch-Lutherischen Landeskirche Hannover gehört. Katholischerseits erfolgte gleichzeitig der Wechsel vom Bistum Fulda zum Bistum Hildesheim. In den Jahren 1927 und 1928 fanden Heimatspiele am Schloss zur (verspäteten) 300-Jahr-Feier der Stadtrechte statt. Im Jahre 1990 fand am 8. Juli ein großer Festumzug mit historischen Elementen zur Feier des 375-jährigen Stadtrechtes statt. Im Jahre 2015 fanden im April/Mai/Oktober die Feierlichkeiten zur Feier der 400 Jahre Stadtrechte statt.
Bis zum 31. Dezember 2004 gehörte Rodenberg zum Regierungsbezirk Hannover, der wie alle anderen niedersächsischen Regierungsbezirke aufgelöst wurde. Im Jahr 1834 wurde das nördlich benachbarte Kirchdorf Grove mit Rodenberg vereinigt. Am 1. März 1974 wurde Algesdorf eingegliedert.

## Politik

### Rat
Der Rat der Stadt Rodenberg besteht aus 19 Ratsfrauen und Ratsherren. Dies ist die festgelegte Anzahl für die Mitgliedsgemeinde einer Samtgemeinde mit einer Einwohnerzahl zwischen 6001 und 7000 Einwohnern. Die Ratsmitglieder werden durch eine Kommunalwahl für jeweils fünf Jahre gewählt. Die aktuelle Amtszeit begann am 1. November 2021 und endet am 31. Oktober 2026.
Die letzte Kommunalwahl am 12. September 2021 ergab das folgende Ergebnis:
| Gemeinderat 2021Insgesamt 18 Sitze - SPD: 4 - Grüne: 2 - WGR: 6 - WRI: 1 - CDU: 4 - AfD: 1 |

Vorherige Wahlergebnisse
| Wahljahr                                                                                     | WGR* | CDU | SPD | Grüne | FDP | AD* | Gesamt   |
| 2016                                                                                         | 7    | 5   | 5   | 1     | 1   | –   | 19 Sitze |
| 2011                                                                                         | 3    | 6   | 8   | –     | 1   | 1   | 19 Sitze |
| 2006                                                                                         | 2    | 6   | 8   | –     | 1   | 2   | 19 Sitze |
| 2001                                                                                         | 1    | 8   | 8   | –     | –   | –   | 17 Sitze |
| 1996                                                                                         | 1    | 5   | 8   | –     | 1   | –   | 15 Sitze |
| __________________________________ *WGR: Wählergemeinschaft Rodenberg, AD: Aktive Demokraten |      |     |     |       |     |     |          |

### Bürgermeister
Bürgermeister der Stadt Rodenberg ist seit November 2011 Ralf Sassmann (Wählergemeinschaft Rodenberg).

### Stadtdirektor
Als Stadtdirektor wurde Thomas Wolf für die 2021 begonnene Wahlperiode gewählt.

### Wappen
Das Wappen der Stadt Rodenberg zeigt in rotem Felde, über einem aus dem Schildfuß wachsenden goldenen Zweiberge, das lang gezähnte silberne Schaumburger Nesselblatt, ohne Schildform zwischen die beiden Berggipfel gestellt.

### Stadtflagge
Die Stadt Rodenberg führt in der Flagge die Farben „Rot – Weiß – Grün“ mit dem Stadtwappen. Die Farben der Stadt sind ebenfalls „Rot – Weiß – Grün“.

## Kultur und Sehenswürdigkeiten

### Museen

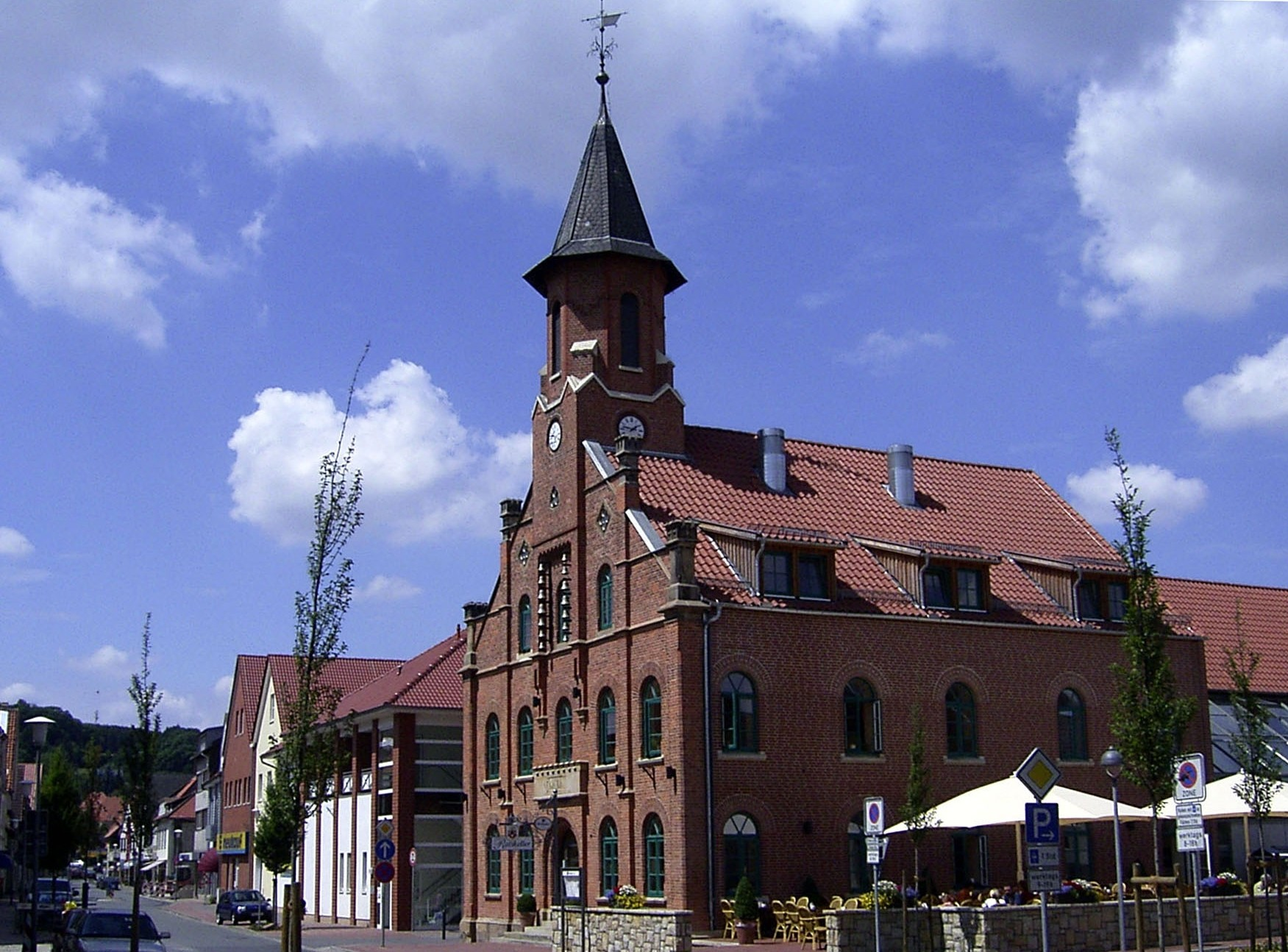
Der Ratskeller in der Langen Straße war bis 1974 das Rathaus

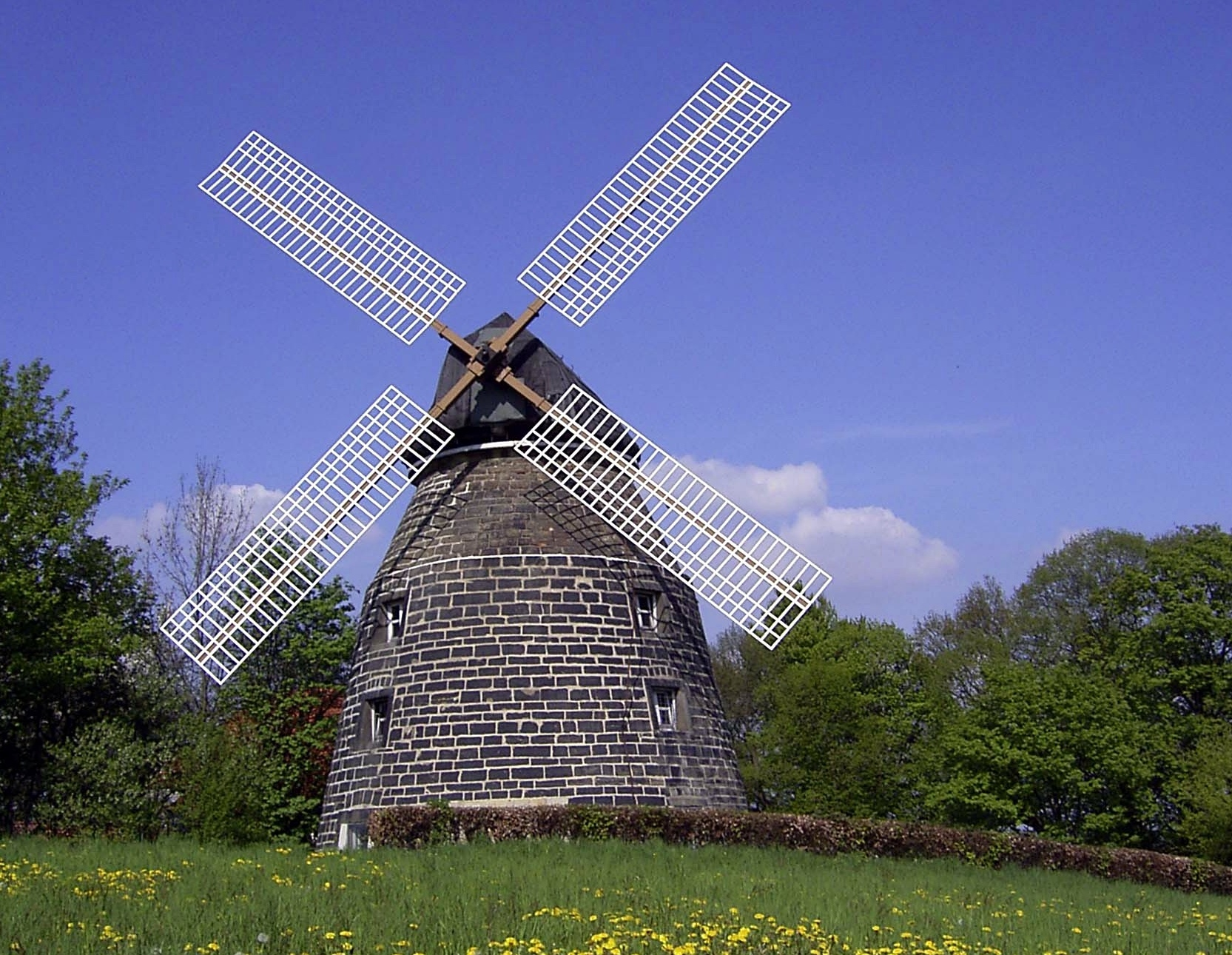
Windmühle auf dem Rodenberg

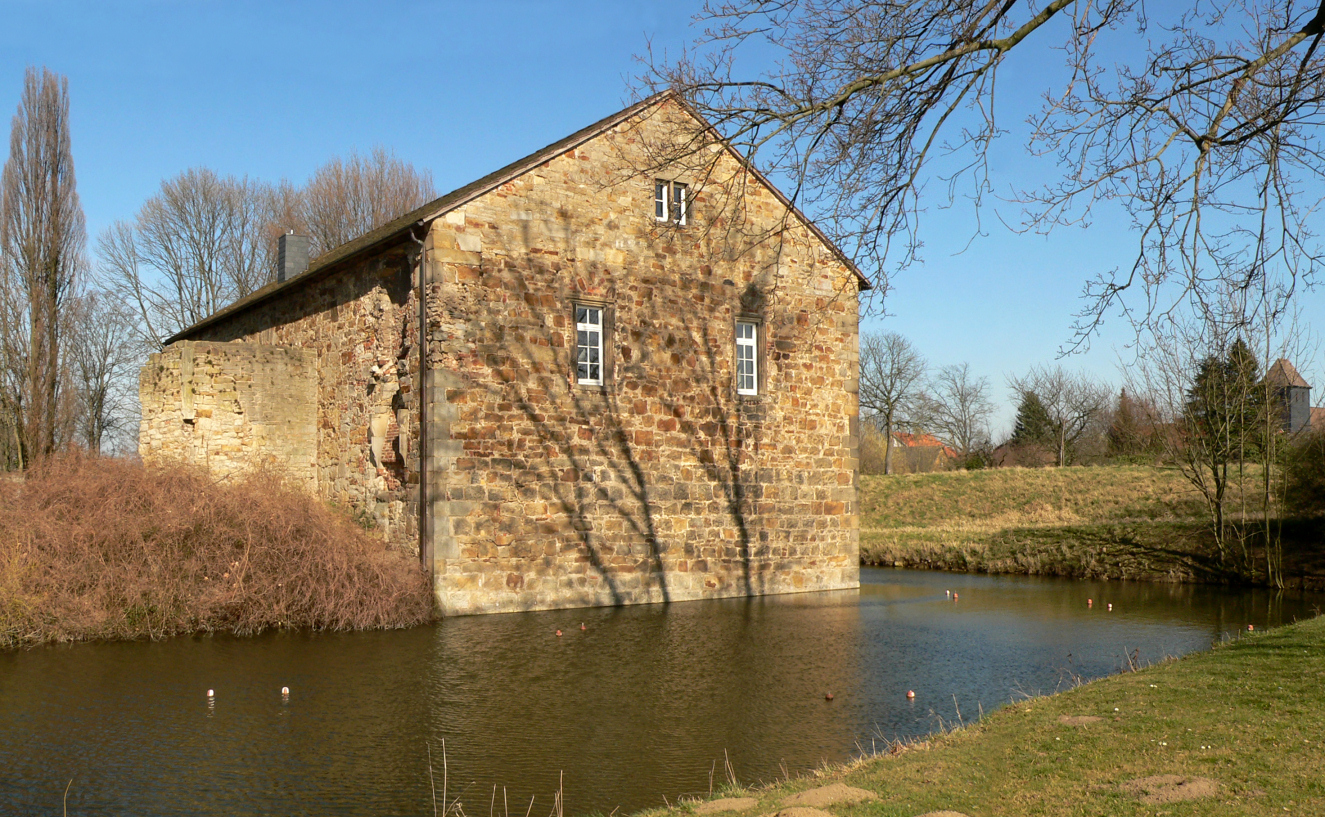
Schloss Rodenberg mit Ständehaus

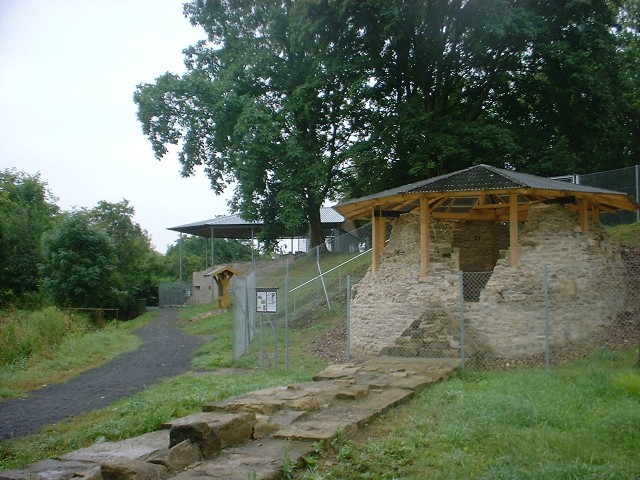
Schlossgelände als Freilichtmuseum mit Befestigungsanlagen (Rondell und Bastei)

- Freilichtmuseum auf dem Gelände von Schloss Rodenberg
- Heimatmuseum auf dem Gelände von Schloss Rodenberg

### Archiv
Das Archiv der Stadt Rodenberg befindet sich als Depositum der Samtgemeinde Rodenberg im Staatsarchiv Bückeburg.

### Bauwerke
- Schloss Rodenberg mit Ständehaus, Wall- und Grabenanlage, Reste von Bastei und Turmrondell sowie angebauten Wehren. Innerhalb der früheren Schlossanlage befinden sich das Heimatmuseum und das Freilichtmuseum mit restaurierten Befestigungsanlagen.
- Windmühle auf dem Alten Rodenberg, erbaut 1850 und bis 1912 gewerblich betrieben, heute das Wahrzeichen der Stadt. Sie wurde bei Sanierungsarbeiten durch ein Feuer am 28. April 2005 stark beschädigt, die Turmhaube komplett zerstört. Durch Sponsoren und Fördergelder konnte die Mühle umfassend restauriert werden und trägt seit 2008 wieder Haube und Flügelkreuz. Sie ist seit März 2015 illuminiert.
- Heisterburg im Deister
- Hotel Stockholm, erbaut 1644 von Olaf Jansen, einem invaliden, schwedischen Wachtmeister
- Ratskeller, erbaut 1863. Ersetzte ein 1800 errichtetes Gebäude, das 1859 durch einen Stadtbrand zerstört wurde. Beide dienten bis zur Gebietsreform 1974 als Rathaus.
- Die St.-Jacobi-Kirche im ehemaligen Grove wurde im Jahr 1040 erbaut.
- Für die katholische Gemeinde, die seit 1950 das historische Ständehaus als Kirche nutzte, wurde 1975 die Mariä-Himmelfahrt-Kirche gebaut.

### Parks
- Bürgerpark auf dem Alten Rodenberg
- Schlosspark/Burgwall mit großem Spielplatz hinter der Museumsinsel

### Regelmäßige Veranstaltungen
- Weinfest Windmühle
- Bürgerschützenfest
- Martini-Markt
- Maifest
- Weihnachtsmarkt

## Wirtschaft und Infrastruktur

### Öffentliche Einrichtungen
- Freibad
- Sportanlage
- Kreissporthalle

### Bildung
- Julius-Rodenberg-Schule, Grundschule mit Außenstelle in Apelern
- IGS Rodenberg (hervorgegangen aus Haupt- und Realschule)
- Schule am Deister, Förderschule

### Verkehr
Die Anschlussstellen Lauenau und Bad Nenndorf der A 2 liegen wenige Kilometer entfernt. Die Bundesstraßen 65 und 442 liegen nahe. Die nächsten Bahnhöfe befinden sich an der Deisterbahn im Nachbarort Bad Nenndorf und im Ortsteil Bantorf der Stadt Barsinghausen. Ab 1904 besaß Rodenberg einen Bahnhof an der Bahnstrecke Bad Münder–Bad Nenndorf. Der Personenverkehr wurde 1968, der Güterverkehr 1988 eingestellt, die Strecke wurde 1989 abgebaut. Der ÖPNV wird durch die Schaumburger Verkehrs-Gesellschaft sichergestellt. Außerdem kann innerhalb der Samtgemeinde auf ein Autoanrufsystem zurückgegriffen werden.

### Wirtschaft
In Rodenberg gibt es direkt an der B442 zwei Gewerbegebiete. Im Bereich Seefeld ist mit Oppermann Druck- und Verlagsgesellschaft mbH & Co. KG eine der größten Zeitungsdruckereien ansässig. Diese erledigt u. a. Druckaufträge für die Hannoversche Allgemeine Zeitung und die Neue Presse. Die Firma KTR ist auf Kunststofftechnik spezialisiert. NBB (u. a. Bau Spezie, Kiebitz-Märkte) hat hier ihren Hauptsitz. Das Gewerbegebiet „Im Seefeld“ wurde 2021 erweitert, danach das Gewerbegebiet „Seefeld Ost“ ausgewiesen. Direkt an der A2 befindet sich ein Wohnmobilstellplatz, der gut genutzt wird.
Im Bereich Krümmeweg ist mit dem Verpackungshersteller Gissler und Pass einer der größten Hersteller für Pappe und Kartonagen ansässig.

## Persönlichkeiten
- Hans Kinkeldey (um 1500), Braumeister
- Ernst von Hattenbach (1617–1694), 1664–1694 Drost im hessen-kasselschen Amt Rodenberg
- Friedrich Winecker († 1667), lutherischer Theologe, Hochschullehrer und Autor, Pastor und Hofprediger
- Carl von Hattenbach (1671–1739), hessen-kasselscher Offizier und Beamter, geboren in Rodenberg
- Johann Philipp Kahler (1726–1792), lutherischer Theologe, Vorfahr von Königin Silvia von Schweden
- Wilhelm Ludwig Deichmann (1798–1876), Bankier
- Christian Wilhelm Möhling (1800–1863)
- Wilhelm Zahn (1800–1871), Dekorationsmaler, Architekt und Ornamentforscher
- Walter Hecht (1818–1874), Gutsbesitzer und Mitglied der kurhessischen Ständeversammlung
- Julius Rodenberg (1831–1914), Journalist und Schriftsteller